# Эвен, Абба
А́бба Э́вен (ивр. אבא אבן‎) (2 февраля 1915 года, Кейптаун — 17 ноября 2002 года) — израильский государственный и политический деятель, министр иностранных дел Израиля, министр образования Израиля, посол Израиля в ООН и в США.

## Ранние годы
Обри Ибан (англ. Aubrey Eban) родился в Кейптауне, в Южной Африке, в еврейской семье литовского происхождения. Переехал в Англию в раннем возрасте. Он вспоминал, что в детстве его каждые выходные отправляли к дедушке, чтобы он изучал там иврит и библейскую литературу. Учился в гимназии Сент-Олав в лондонском районе Сатерк, потом поступил в Куинз-колледж Кембриджского университета на изучение классики и восточных языков, где он добился больших успехов.
Во время обучения в университете активно участвовал в Федерации сионистской молодежи и был редактором её идеологического журнала «Молодой сионист». После окончания университета с отличием он занялся исследованиями арабского языка и иврита, будучи сотрудником Пемброк-колледжа в 1938—1939 годах.
После начала Второй мировой войны, в декабре 1939 года, перешёл на работу к Хаиму Вейцману во Всемирную сионистскую организацию в Лондоне.
Через несколько месяцев он вступил в британскую армию в Египте и подмандатной Палестине, став офицером разведки в Иерусалиме, где дослужился до чина майора. Он координировал и готовил добровольцев сопротивления на случай немецкого вторжения, служил связным между союзниками и еврейским ишувом.
В 1947 году он перевёл с арабского роман Тауфик аль-Хаким Хусейна.

## Политическая карьера
Свободно говорил на 10 языках. В 1952 году Эвен был избран вице-президентом Генеральной Ассамблеи ООН.
В 1959 году покинул Соединённые Штаты и вернулся в Израиль, где принял израильское гражданство и был избран в кнессет от партии «Мапай». Он работал под началом Давида Бен-Гуриона министром образования и культуры с 1960 года по 1963 год, а затем в качестве заместителя премьер-министра Леви Эшколя до 1966 года. Весь этот период (1959—1966) он также занимал должность президента Института Вейцмана в Реховоте.

## Дальнейшая жизнь
В 1988 году, после трех десятилетий в кнессете, он потерял своё место из-за внутреннего распада в Партии Труда. Он посвятил всю свою оставшуюся жизнь написанию книг и преподаванию, в том числе выступая в качестве приглашенного научного сотрудника в Принстонском университете, Колумбийском университете и Университете Джорджа Вашингтона.
Абба Эвен умер в 2002 году и был похоронен в Кфар-Шмарьягу, к северу от Тель-Авива.

## Семья
- Жена Сузи (Шошана, урождённая Амбаш; 1921—2011), родилась в Исмаилии (Египет), познакомилась с Эвеном в Каире, на их свадьбе в Каире в 1945 году присутствовал Бен-Гурион. В 1963—1998 годах была председателем Израильского общества борьбы против рака. Написала книгу воспоминаний.
  - Сын Эли (род. 1950) — кларнетист, преподает в университете Индианы. Дочь Гила (род. 1954) живёт в США. Ещё одна дочь родилась в 1952 году и умерла в месячном возрасте от «смерти в колыбели».
- Двоюродный брат — Оливер Сакс, невролог и писатель.
- Племянник — Джонатан Линн, актёр и режиссёр.

## Награды
В 2001 году Эвен был удостоен Государственной премии Израиля за жизненные достижения и особый вклад в развитие общества и государства.

## Опубликованные работы
- Голос Израиля. 1957. OCLC 332941 (Voice of Israel)
- Волна национализма. 1959. OCLC 371099 (The tide of nationalism)
- Мой народ: история евреев. 1968. ISBN 0-394-72759-2 (My people: the story of the Jews)
- Моя страна: история современного Израиля. 1972. ISBN 0-394-46314-5 (My country: the story of modern Israel)
- Абба Эвен: автобиография. 1977. ISBN 0-394-49302-8 (Abba Eban: an autobiography)
- Новая дипломатия: международные отношения в современную эпоху. 1983. ISBN 0-394-50283-3 (The new diplomacy : international affairs in the modern age)
- Наследие: цивилизация и евреи. 1984. ISBN 0-671-44103-5 (Heritage : civilization and the Jews)
- Личное свидетельство: Израиль моими глазами. 1992. ISBN 0-399-13589-8 (Personal witness : Israel through my eyes)
- Дипломатия нового века. 1998. ISBN 0-300-07287-2 (Diplomacy for a new century)